# Argana
 (novembre 2014).
Si vous disposez d'ouvrages ou d'articles de référence ou si vous connaissez des sites web de qualité traitant du thème abordé ici, merci de compléter l'article en donnant les références utiles à sa vérifiabilité et en les liant à la section « Notes et références ».
Pour les articles homonymes, voir Argana (homonymie).
Argana ou Targant n Aït Moussi (en arabe : أرݣانة ; en chleuh : Targant), est une commune rurale du Maroc de la province de Taroudant, dans la région de Souss-Massa. Elle a pour chef lieu un village du même nom.

## Géographie

### Situation
Au sein de la province de Taroudant, la commune d'Argana fait partie du caïdat d'Argana. Elle se situe à 81 km au nord d'Agadir et à 200 km au sud de Marrakech.

### Relief, géologie ou hydrographie
La commune d'Argana est traversée par l'oued Issen.
Le bassin d'Argana contient de nombreux fossiles caractéristiques de la crise biotique de la transition Paléozoïque-Mésozoïque (transition Paléozoïque-Mésozoïque -250 millions d'années).

### Transports
Argana possède une sortie sur la nouvelle autoroute A3 reliant Marrakech à Agadir depuis l'été 2010 et est desservie par la N11.

### Localités
Les douars en périphérie d'Argana sont Igounane, Inzerki, Meslla, Iguer, Taourirte, Mezzinte, Aguensa et Ait Moussi...

## Démographie
Cette commune rurale comprend 5 600 habitants.

## Administration et politique
Argana dispose d'écoles, d'un collège avec un internat, d'un centre administratif, d'un hôpital et d'un bureau de poste (le code postal est le 83100).

## Économie
Argana est un centre administratif et commercial (Tlata Argana) important depuis l’époque du protectorat français au Maroc. C'est dans l'un des douars de la commune rurale d'Argana que se trouve le plus grand rucher collectif au monde, à Inzerki. 